# ويليام ديك (سياسي أسترالي)
ويليام ديك (بالإنجليزية: William Dick)‏ هو سياسي أسترالي، ولد في 16 يناير 1865، وتوفي في 1 يوليو 1932 في أستراليا. حزبياً، نشط في Liberal Party (Australia, 1909) ‏. وقد انتخب عضو الجمعية التشريعية نيو ساوث ويلز وانتخب عضو المجلس التشريعي نيو ساوث ويلز.